# Histoire de la radio à Paris
 (avril 2019).
Si vous disposez d'ouvrages ou d'articles de référence ou si vous connaissez des sites web de qualité traitant du thème abordé ici, merci de compléter l'article en donnant les références utiles à sa vérifiabilité et en les liant à la section « Notes et références ».
L'histoire de la radio à Paris débute en 1921, quand des émissions commencent à être diffusées sur la ville de Paris. Aujourd'hui, au niveau de la capitale de la France, les auditeurs peuvent recevoir, sur leur récepteur radio, les programmes diffusés par des dizaines de stations de radio différentes.

## Repères historiques
La première émission de radio destinée au public est diffusée le 22 décembre 1921. À cette époque, contrairement à tous ses voisins, la France autorise les radios privées. Aussi, dès 1922 la station privée Radiola obtient une autorisation d'émettre à Paris. D'autres autorisations pour d'autres radios suivront.
Après la guerre, le service public s'impose face au secteur privé, lequel est représenté par les seules stations périphériques. Il faut attendre 1981 et l'élection de François Mitterrand, qui a promis la liberté des ondes, pour assister à une explosion radiophonique comparable au mouvement qui touche l'Italie depuis 1977.
Plus de 200 stations sont alors recensées à Paris. Leurs fréquences se chevauchent, et les stations émettent parfois sporadiquement. Sous l'égide de la Haute Autorité, puis de la Commission nationale de la communication et des libertés (CNCL) et enfin du Conseil supérieur de l'audiovisuel (CSA), les radios libres seront peu à peu réduites à la portion congrue par l'attribution de licence d'émission sur la bande FM. L'anarchie des radios libres laisse la place à une bande FM formatée.

## Les pionnières
Liste exhaustive des stations de radio pionnières :
- Radio Tour Eiffel (radio municipale généraliste) : elle fonctionne du 24 décembre 1921 à juin 1940, avec une demi-heure d’émission par jour à ses débuts. Bulletins météo, revues de presse et musique sont au programme. Le premier « journal parlé » date du 3 novembre 1925 ;
- Radiola (radio privée généraliste) : elle fonctionne du 6 novembre 1922 au 28 mars 1924, les premiers essais de Radiola datant du 26 juin 1922. Les premières émissions régulières ont lieu à partir du 6 novembre 1922. Marcel Laporte (Radiolo) est le speaker vedette. Le premier journal parlé date du 6 janvier 1923. La station devient Radio-Paris le 29 mars 1924 (généraliste privée puis radio d’État le 17 décembre 1933), fonctionnant du 29 mars 1924 au 17 juin 1940. Elle conserve son nom Radio-Paris de juillet 1940 à août 1944, mais la station est alors sous contrôle des collaborateurs et des nazis ;
- Radio PTT (radio d’État généraliste) : elle fonctionne du 20 janvier 1923 à juin 1940 ;
- Le Poste Parisien (généraliste privée) : elle fonctionne du 30 mars 1924 à juin 1940 ;
- Radio LL (généraliste privée) : elle fonctionne de mars 1926 au 28 septembre 1935, pour devenir Radio Cité (généraliste privée) du 29 septembre 1935 à juin 1940 ;
- Radio Vitus (généraliste privée) : elle fonctionne du 1er décembre 1926 au 14 janvier 1934, pour devenir Poste de l’Île-de-France (généraliste privée) du 15 janvier 1934 à juin 1940 ;
- Radio Luxembourg (généraliste privée) : elle fonctionne du 15 mars 1933 au 21 septembre 1939, puis de 1945 à 1966, pour devenir RTL (généraliste privée) depuis 1966 ;
- Radio 37 (généraliste privée) : elle fonctionne du 5 septembre 1937 au 13 juin 1940 ;
- Poste colonial (radio d’État généraliste colonies) : elle fonctionne du 30 avril 1931 au 1er mars 1938, pour devenir Paris Mondial (radio d'État généraliste colonies en 20 langues) du 2 mars 1938 au 17 juin 1940.

## Du service public aux radios pirates
De façon non exhaustive, on relève ensuite, entre 1947 et 1983, des stations de radio du service public et des radios pirates :
- Paris Inter puis RTF Inter (radio généraliste du service public) : fonctionnant de 1947 à 1963, elle devient France Inter (radio généraliste du service public) depuis 1963 ;
- Europe 1 (radio généraliste privée) : fonctionnant depuis 1955 ;
- France Musique (radio musicale du service public) : fonctionnant depuis 1963, sous l'appellation France Musiques de 1963 à 2003 ;
- France Culture (radio culturelle du service public) : fonctionnant depuis 1963 ;
- FIP (radio musicale du service public) : fonctionnant depuis 1971 ;
- RFI (radio d'information du service public) : fonctionnant depuis le 6 janvier 1975 ;
- Radio Verte (radio écologiste et pirate) : fonctionnant de 1977 à 1981 ;
- Radio Ivre (radio pirate) : fonctionnant de 1979 à 1981 ;
- Radio Onz'Débrouille (radio pirate) : fonctionnant sur 102 MHz de 1978 à 1980 ;
- Radio 7 (radio musicale du service public) : fonctionnant de 1980 à 1987 ;
- Ici et Maintenant ! (radio artistique indépendante) : fonctionnant depuis le 21 juin 1980 et radio pirate à ses débuts ;
- Radio Carbone 14 : fonctionnant de 1981 à 1983, elle révéla les débuts de Jean-Yves Lafesse et de Supernana, entre autres ;
- Radio Soleil (radio généraliste arabe) : fonctionnant depuis le 14 juin 1981.

## Des radios libres aux radios formatées
Depuis 1981 jusqu'aux années 2000, on assiste à l'émergence des radios libres qui deviennent peu à peu des radios formatées. Une liste non exhaustive de ces stations de radio est présentée ci-dessous :
- Radio Capitale (la radio parisienne du Matin de Paris et du Nouvel Ob's) : radio fondée en 1981 par Fabrice Nora, Alexandre Marcellin et Stéphane Paoli ;
- Radio Nova (radio de musiques du monde ou sono mondiale) : fondée le 25 mai 1981, se développant en province depuis 1998 ;
- Ado FM (radio locale, puis musicale hip-hop et R&B) : fondée en 1981 ;
- Radio libertaire (radio anarchiste) : fondée en 1981 ;
- Radio-cité (radio d'obédience ultra-droite militariste) : émettant 3 mois en 1981, en diffusant en boucle des chants militaires français et allemand en boucle ;
- Ici et Maintenant ! : fondée en 1981 ;
- Le Poste Parisien (radio généraliste) : fonctionnant de juin 1981 à 1988, autorisée comme Fréquence Presse (Le Parisien, Le Matin, L'Unité, L'Humanité, La Croix et l'Équipe)[pas clair] par la Commission consultative des radios locales privées, elle deviendra en 1988 la fréquence d'Europe 2 à Paris ;
- Radio Carbone 14 : fonctionnant jusqu'en 1983 ;
- Radio Notre-Dame (radio catholique) : fondée en 1981 ;
- RFM (radio musicale) : fondée en mai 1981, elle a été indépendante, puis rattachée au groupe anglais Crown, puis à Lagardère Active ;
- Radio show (radio musicale funk) : fonctionnant de 1982 à 1987 ;
- NRJ (radio musicale) : fondée en 1981 ;
- Kiss FM (Paris) (98.2) : station créée par quelques anciens animateurs de Radio show, elle n'a émis que quelques mois en 1986 ;
- Radio FG (radio musicale techno et house) : refondée en 1992, elle s'intitulait Fréquence Gaie de 1981 à 1987, puis Future Génération de 1987 à 1991 ;
- Radio Service Tour Eiffel (101.4) : c'est la radio de la ville de Paris à partir de 1982, elle s'intitule 95,2 en 1985, reprenant ainsi le nom de la radio disparue, arrête ses émissions en avril 87 ;
- Tour Eiffel 95.2 : c'est la radio généraliste d'information de la ville de Paris dans les années 1990, les locaux de la station étaient situés au Forum des Halles ;
- Radio Montmartre (radio musicale française) : fonctionnant de 1981 au 11 juillet 1995, devenant Montmartre FM (radio musicale française) du 11 juillet 1995 à 1998, devenant MFM (radio musicale française) depuis 1998 ;
- La Voix du Lézard (radio de modern rock) : fonctionnant de 1982 à 1986, devenant Skyrock (radio de top 40 puis de top 40/rap) en 1986 ;
- Radio Classique (radio de musique classique) : fonctionnant depuis janvier 1983 ;
- Kiss FM (Paris) : fonctionnant de septembre 1985 à janvier 1986 ;
- Nostalgie (radio musicale) : fonctionnant depuis 1983 ;
- Radio 7 (radio musicale multi-thèmes, pionnière du rap français) : de 1980 à 1987, quand elle cède sa fréquence à France info ;
- France Info (radio d'informations du service public) : fonctionnant depuis le 1er juin 1987 ;
- Electric FM (radio propriété de Bouygues) : fonctionnant en 1987 ;
- Radio Trans-Helium (RTH) : fonctionnant de 1981 à 1987 ;
- Ça bouge dans ma tête (radio rock) : fonctionnant de 1985 à 1987, devient OÜI FM (rock alternatif) en 1987 ;
- Hit FM (radio musicale automatique) : fonctionnant du 1er janvier 1985 au 11 mars 1988, Europe 2, né en janvier 1987, récupérant la fréquence le 12 mars 1988 ;
- CFM (radio généraliste FM) : fonctionnant du 15 avril 1985 au 30 mai 1986, elle diffuse les journaux de la maison mère Europe 1 ;
- Gilda (radio généraliste FM) : fonctionnant de 1981 à 1987, elle devient Chérie FM (radio musicale et d'information, propriété de NRJ) en 1987 ;
- Radio Solidarité : fonctionnant de 1981 à 1990, pour devenir Radio Courtoisie ;
- Paris jazz (radio de jazz) : fonctionnant de 1996 à 2002, elle partage sa fréquence avec Générations sur Paris, mais les deux radios ont fusionné pour donner naissance à une radio consacrée à toutes les musiques noires (dont le jazz) intitulée « Générations 88.2 » ;
- Pacific FM (radio musicale) : fonctionnant à l'initiative de Claude Villers et de Marc Pallain, de juillet 1987 au 13 novembre 1989. La radio est rachetée par le groupe NRJ. Les fréquences de province servent à diffuser Chérie FM (uniquement présente à Paris sur 99,9) tandis que sur la fréquence parisienne (97,4) est créé le programme Rire et Chansons (radio musicale et de sketches) le 14 novembre 1989. Yann Héligoin, responsable de Pacific FM St Malo, a créé Radio Sing Sing sur 96,7, à Saint-Malo en 2001 (fréquence anciennement attribuée à Radio Emeraude - Europe 2 Dinard) ;
- Chic FM (radio musicale) : fonctionnant de janvier 1986 au 2 septembre 1987, devient Fun Radio (radio de top 40) en 1987 ;
- Paris Fréquence Montparnasse : fondée en 1983 par Robert Namias et Alexandre Marcellin, elle devient 95.2 en 1984 ;
- 95.2 (radio musicale) : fonctionnant de 1984 à 1987, fondée par Robert Namias et Alexandre Marcellin, elle devient Kiss FM (Paris) (radio généraliste FM) du 30 avril 1987 à octobre 1990, fréquence partagée depuis avril 2001 par Ici et Maintenant !  et Radio Néo ;
- Muppies FM (radio pour les jeunes enfants et leurs parents) : radio pirate en 1987 qui deviendra plus tard Superloustic ;
- Superloustic (radio généraliste pour enfants) : fonctionnant de décembre 1988 à septembre 1992 sur 106.3, puis sur 97.0 FM. Tentative de redémarrage en 2004 comme station AM sur 999 kHz qui se traduira par un nouvel échec ;
- Radio Églantine (radio en portugais) : fonctionnant des années 1980 à 1990 ;
- Radio j (radio de la communauté juive) : sur 107.5 ;
- KWFM (radio de rock) : fonctionnant de septembre 1989 à octobre 1990, prenant la suite de California FM ;
- Aventure FM (propriété de l’Armée) : fonctionnant de décembre 1987 à 1989, devient Maxximum (radio de dance, propriété de RTL) du 23 octobre 1989 au 5 janvier 1992, devient M40 (radio de top40, propriété de RTL) du 6 janvier 1992 au 18 janvier 1995, devient RTL1 (radio de top40, propriété de RTL), puis RTL2 (radio pop-rock, propriété de RTL) en 1995 ;
- BFM Radio (radio de business/économie) : fonctionnant depuis 1992 ;
- Bizz FM (radio musicale) : fonctionnant de novembre 1992 au 31 décembre 1993, station appartenant à Eddie Barclay, elle devient Chante France (radio de musique française) le 1er janvier 1994 ;
- Le Mouv' (radio de soft rock du service public) : fonctionnant depuis le 8 décembre 2001 ;
- Radio Néo (radio de nouveaux talents) : fonctionnant depuis 2001 ;
- Star System (90.7) : fonctionnant de 1986 à 1987, station basée à Paris 10e, de format Top 50, utilisant les anciens studio de Radio show ;
- FM Première (radio musicale de variétés) : basée à Paris 1er et fonctionnant de 1983 à 1987 ;
- Radio 3R (107.3) (radio de chansons françaises) : basée à Paris 18e et fonctionnant de 1981 à 1987 ;
- TNT-Vertige (107) (radio de musique californienne) : basée à Paris 18e et fonctionnant de 1983 à 1986 ;
- Radio des poumons (107.8) (radio de débats) : basée à Paris 18e et fonctionnant de 1982 à 1985 ;
- Radio Mouvance (106.35) (radio de débats de société) : basée à Paris 18e et saisie plusieurs fois entre 1983 et 1986.
- Parenthèse Radio : nouveau réseau national depuis 2007.

D'autres radios parisiennes, dont les émetteurs se situaient en banlieue, ont vu le jour dans ces années-là :
- IDFM, située dans le Val-d'Oise, depuis 1982, initialement Radio-Enghien, radio associative située à Enghien-les-Bains ;
- RGB (radio), située dans le Val d'Oise depuis 1982 basée à Cergy ;
- FM 95, radio de la ville de Montmorency fonctionnant de 1983 à 1988 ;
- CVS (pour Canal Versailles Stéréo), fonctionnant de 1981 à septembre 1990. Elle devient O’FM (pour Ouest FM) de septembre 1990 à 1998 à la suite d'un déménagement dans le département des Hauts-de-Seine, financée par le Conseil général des Hauts-de-Seine. Elle devient Sport O’FM en 1998, puis Sport FM depuis 2002 après son rachat par le groupe Contact. Rachetée en 2008 par Lagardère Active, la station est devenue Europe 1 Sport ;
- Radio Caroline, radio qui n'a aucun lien avec la station pirate anglaise, est détenue par Daniel Guichard dont la Radio Bocal se situe aussi à Nanterre. RSRM situées à Rueil-Malmaison émettent localement durant les années 1980 ;[pas clair]
- TSF, Radio créée par le Parti communiste français, fonctionnant entre 1981 et 1999, devient ensuite, après avoir été vendue à Jean-François Bizot et Frank Ténot, TSF Jazz, laquelle émet successivement de Nanterre puis de Bobigny ;
- MBS, radio détenue par Daniel Gérard, émettant à 92.8 MHz, est une station de radio country et de musique américaine ;
- Radio Adel 93, émettant à 100,4 MHz entre les années 1983 et 1985, est une station de Seine St Denis basée à Montfermeil ;
- Antenne Show, émettant à 106.75 MHz depuis le Val-d'Oise, est une radio musicale funk/mix, fonctionnant entre 1982 et 1987 ;
- Look FM, émettant à 94,9 MHz, en 1985, est une station de radio de Seine St Denis, au format Cinéma et Musique, basée à Clichy-sous-Bois, puis à Livry Gargan ;
- Radio Mystère, émettant à 105.75 MHz, dans le Val-d'Oise, est une station de radio musicale pop/rock fonctionnant entre 1983 et 1986 ;
- RDH, émettant à 93.6 MHz, est une radio pour les personnes handicapées, basée à Clichy-sous-Bois, fonctionnant entre 1983 et 1988 ;
- Radio la Défense, émettant à 107.6 MHz, est la 1re station robotisée, basée à la Défense (Hauts-de-Seine), diffusant de la musicale électronique comme celle de Jean-Michel Jarre ou Onyx, fonctionnant entre 1983 et 1984 ;
- Radio Tilt, émettant à 107.4MHz, située à Soisy s/m (Val-d'Oise), est une station de radio fondée en 1981 ;
- Radio G, émettant à 98 MHz, est une station de radio située à Gennevilliers, fonctionnant entre 1981 à 1988 ;
- Show Time FM, émettant à 106.8 MHz depuis le Val-d'Oise, est fondée en 1988 ;
- 92 Radio, émettant à 92.6 MHz depuis Nanterre, fonctionne entre 1982 et 1986 ;
- RBS, émettant à 106.9 MHz, est une radio de la banlieue sud, localisée Montrouge et fonctionnant de 1982 à 1983 ;
- Parenthèse radio, est un nouveau réseau national fondé en 2007, une liquidation judiciaire étant intervenue en 2009 ;
- RVVS, émettant à 96.2 MHz depuis Les Mureaux, dans les Yvelines, est fondée en 1979.

## Bande FM à Paris
Les fréquences allouées aux stations de radio parisiennes sont théoriquement distantes de 0,4 MHz pour assurer une bonne sélectivité des chaînes.[réf. nécessaire] Cependant, l'intrusion de stations pirates ou le débordement de signaux venant d'émetteurs périphériques perturbent parfois la réception. Actuellement la bande FM à Paris se présente ainsi :
- 87,6 : France Inter (Bagnolet, Seine-Saint-Denis)
- 87,8 : France Inter
- 88,2 : Générations
- 88,6 : Radio Soleil
- 89,0 : RFI
- 89,4 : Radio libertaire
- 89,9 : TSF Jazz
- 90,4 : Nostalgie
- 90,9 : Chante France
- 91,3 : Chérie FM
- 91,7 : France Musique
- 92,1 : Mouv' Arrêt des émissions le 1er septembre 2025 (en fm)
- 92,6 : Tropiques FM
- 92,8 : MBS Classic Gold
- 93,1 : Cause commune / Aligre FM
- 93,5 : France Culture
- 93,9 : Radio campus Paris
- 94,3 : Radio Orient
- 94,8 : Radio J / Judaïques FM / RCJ / Radio Shalom
- 95,2 : Radio Néo
- 95.4  France Inter (Villebon-sur-Yvette, Essonne)
- 95,6 : Radio Courtoisie
- 96,0 : Skyrock
- 96,4 : BFM Business
- 96,9 : Voltage
- 97,4 : Rire et Chansons
- 97,8 : Ado FM
- 98,0 : IdFM Radio Enghien  (Enghien-les-Bains, Val-d'Oise)
- 98,2 : Radio FG
- 98,6 : Radio Alfa
- 98,8 : Espace FM
- 99,0 : Latina
- 99,5 : France Maghreb 2
- 99,9 : Sud Radio
- 100,3 : NRJ
- 100,7 : Radio Notre-Dame / Fréquence protestante
- 101,1 : Radio Classique
- 101,5 : Radio Nova
- 101,9 : Fun Radio
- 102,3 : Ouï FM
- 102,7 : M Radio
- 103,1 : RMC
- 103,5 : Virgin Radio
- 103,9 : RFM
- 104,3 : RTL
- 104,7 : Europe 1
- 105,1 : FIP
- 105,5 : France Info
- 105,9 : RTL2
- 106,3 : Fréquence Paris Plurielle
- 106,7 : Beur FM
- 107,1 : France Bleu Paris
- 107,5 : Africa no 1
- 107,7 : 107.7 FM (A1/A4/A13/A14/tunnels A86), Autoroute Info (A5/A6), Autoroute FM (A10)
- 107,9 : Vent d'Ouest (pirate) (irrégulièrement) / Radio Plus (pirate) (irrégulièrement)